# Стил, Майкл Стивен
Майкл Стил (англ. Michael Steele; полное имя — Майкл Стивен Стил (Michael Stephen Steele), р. 19 октября 1958) — американский консервативный политический деятель, возглавлявший Республиканскую партию США (официальное название: председатель Национального комитета Республиканской партии США) до января 2011. Бывший вице-губернатор штата Мэриленд.

## Биография
Родился на территории базы ВВС США «Эндрюс» в США, штат Мэрилэнд и был усыновлен Уильямом и Мэбелл Стилл (William and Maebell Steele). Однако в 1962 году его приемный отец уехал и его мать (работница химчистки) вышла замуж за Джона Тернера (John Turner), водителя грузовиков.
Детство провел в Вашингтоне (округ Колумбия) и посещал католическую школу (Archbishop Carroll Roman Catholic High School). Стил выиграл возможность обучаться в Университете Джонса Хопкинса в Балтиморе, окончив который он получил степень бакалавра в области международных отношений.
Он провел три года в семинарии Св. Августина для подготовки к священству. Однако после этого поступил на юридический факультет Джорджтаунского университета, который окончил в 1991 году, получив диплом юриста.

## Политическая активность
Родившись в чернокожей небогатой семье, Стил рос в атмосфере людей, поддерживающих Демократическую партию, однако вскоре стал республиканцем. В 1995 году Мэрилендское отделение Республиканской партии выбрало его Республиканцем года в этом штате. Он помогал в нескольких политических кампаниях и был делегатом на Республиканских национальных Конвенциях в 1996 году в Сан-Диего и в 2000 году в Филадельфии.
В декабре 2000 года Стил был избран председателем Республиканской партии в штате Мэриленд и стал первым в истории США афроамериканцем, который занял такую должность в любом штате.
Своим политическим кумиром Стил назвал 16-го президента США Авраама Линкольна.
В 2003 году, после своего избрания на пост вице-губернатора штата Мэриленд (2003—2007), он стал самым высокопоставленным чернокожим чиновником, который когда-либо избирался в США.
В 2006 году Стил сделал неудачную попытку избраться в сенат от штата Мэриленд, но проиграл выборы уступив представителю демократов Бенджамину Кардину.

## Избрание лидером партии
11 ноября 2008 года в сети был запущен сайт за выдвижение Стила на пост председателя Республиканской партии США. За его выдвижение подписалось более 6000 человек. В конце ноября был запущен официальный сайт Стила, как кандидата на пост главы партии.
В январе 2009 председатель (63-й по счету) был избран 168 членами Национального комитета, при том, что сам Стил даже не являлся его членом. Из шести претендентов на этот пост Стил считался аутсайдером, однако выиграл выборы, которые потребовали 6 раундов, став первым Афроамериканцем, который возглавил Республиканскую партию в США. За Стила был отдан 91 голос, при необходимых 85, «против» было 77 голосов.
Изначально фаворитом считался Майк Данкан, действующий глава партии, но после третьего раунда он выбыл из предвыборной гонки.
Предвыборными лозунгами Стила были: изменить имидж партии и налаживать отношения с широкими массами избирателей.
| Кандидат     | Раунд 1 | Раунд 2 | Раунд 3 | Раунд 4 | Раунд 5 | Раунд 6 |
| ------------ | ------- | ------- | ------- | ------- | ------- | ------- |
| Майкл Стил   | 46      | 48      | 51      | 60      | 79      | 91      |
| Катон Доусон | 28      | 29      | 34      | 62      | 69      | 77      |
| Саул Анузис  | 22      | 24      | 24      | 31      | 20      | Выбыл   |
| Кен Блэквелл | 20      | 19      | 15      | 15      | Выбыл   |         |
| Майк Данкан  | 52      | 48      | 44      | Выбыл   |         |         |

В январе 2011 года оставил пост председателя Национального комитета Республиканской партии. На его место был избран Райнс Прибус.

## Цитаты
- «Для американцев, которые верят в будущее этой страны, для тех, кто с нами не согласен, настало время для чего-то совершенно другого. И мы это им предоставим»[7].

- «Нам следует значительно усилить нашу работу, чтобы эффективно соперничать, идет ли речь о темнокожих, испано-говорящих или белых избирателях. Надо лучше разъяснять людям наши принципы — веру в собственные силы, предприимчивость и владение собственностью»[8].
- «Мы собираемся сказать как друзьям, так и противникам: мы хотим, чтобы вы были частью нас, мы хотим, чтобы вы были с нами. Тем же, кто намерен чинить препятствия, говорим: готовьтесь быть поверженными»[9].